# 神保拓也
神保 拓也（じんぼ たくや、1981年5月31日 - ）は、日本の実業家。株式会社トーチリレー代表。文化人として株式会社ホリプロ スポーツ文化部所属。

## 人物
神奈川県横須賀市出身。
2004年 中央大学経済学部卒業後、 株式会社東京三菱銀行（現三菱UFJ銀行）に入行し、法人向け融資業務を担当。
2009年、PwCアドバイザリーに入社し、企業再生・企業再編業務に従事したのち、ファーストリテイリングに入社。
人事部でのグローバル人材の採用や、社内経営者育成機関 FR Management and Innovation Center (FRMIC) での次世代経営人材の育成実績を評価され、柳井正会長兼社長から直接仕事を依頼される社長直轄プロジェクト担当に就任。
その後、35歳で史上最年少の執行役員に抜擢され、グループ全体のグローバルサプライチェーンマネジメントを担当すると同時に、
物流戦略子会社である株式会社オンハンド代表取締役にも就任。物流改革の成果から、全社改革の責任者も任され、グループ上席執行役員に就任。
2020年、自らの半生を振り返り、部下・同僚・チームの悩みに向き合うことが、自身の成長にも、組織の成長にもつながると確信し、「人に寄り添い、悩みに一緒に向き合う」をコンセプトとした株式会社トーチリレーを設立。個人の悩み相談に乗るサービスを展開し、7ヶ月待ちと話題を呼んでいる。また、経営者個人やチームの悩み相談に乗ることも行っており、組織の心に火を灯している。
また、2021年からは、企業経営の傍ら、大手芸能事務所のホリプロにも文化人として所属。翌年には、出版社のKADOKAWAより、初の著書『部下・同僚・チーム、あなたの心に火を灯す新常識　悩みは欲しがれ』を刊行した。
2022年、個人の方からはキャリア相談が、企業の経営者や人事の方からは採用や教育の相談が多いことから、転職やキャリアの悩み相談と、人事・採用の相談に乗ることができる「キャリアトーチャー」の育成と、個人と法人向けの面談サービス「キャリアトーチング」を開始。一時は育成が追いつかず、相談者からの応募が殺到したため、面談サービスの募集を5ヶ月停止することもあったが、その後、組織体制を整えて募集を再開。現在は「あらゆる方の、どんなキャリアの悩みにも、じっくり相談に乗るサービス」として個人・法人問わず多くの層から支持を得ている。

### 経歴
- 2000年	中央大学経済学部に入学　2004年卒業。
- 2004年	株式会社東京三菱銀行（現三菱UFJ銀行）に入行し、法人向け融資業務を担当
- 2009年	PwCアドバイザリー株式会社（現PwCアドバイザリー合同会社）に入社。企業再生・企業再編業務に従事
- 2010年	株式会社ファーストリテイリングに入社。人事部採用チームに配属
- 2012年	経営者育成機関 FR Management and Innovation Center (FRMIC)を立ち上げ
- 2013年	社長直轄プロジェクト担当に就任
- 2016年	ファーストリテイリンググループ執行役員グローバルサプライチェーンマネジメント担当に就任と同時に、物流戦略子会社である株式会社オンハンド 代表取締役に就任
- 2017年	全社改革を推進する有明プロジェクトの全体統括に就任
- 2018年	ファーストリテイリンググループ上席執行役員に就任
- 2020年	株式会社トーチリレーを設立
- 2021年	株式会社ホリプロのスポーツ文化部に所属

### 著書
- 悩みは欲しがれ（KADOKAWA社 2021年4月 ISBN 978-4046055958）

### 出演
TV
- テレビ東京(2022年9月24日)「FOOT x BRAIN[7]」
- TOKYO MX(2022年10月7日より不定期出演)「堀潤モーニングFLAG[8]」
- TOKYO MX(2024年9月30日より不定期出演)「堀潤 Live Junction[9]」
- BS11(2024年4月3日)「NEXT company[10]」
- 読売テレビ(2025年3月19日より不定期出演)「情報ライブ ミヤネ屋[11]」

ラジオ
- J-Wave（2022年4月）「STEP ONE[12]」
- bay FM（2022年4月8日）「AWAKE[13]」
- ラジオ日本（2022年4月13日）「SWEET!![14]」
- JFN（2022年4月20日・4月27日）「OH! HAPPY MORNING[15]」
- J-Wave（2022年5月10日）「TOKYO MORNING RADIO[16]」
- Tokyo FM（2022年5月30日-6月2日）「未来授業[17]」
- NACK5（2022年6月6日-6月9日）「Smile SUMMIT[18]」
- FM Yokohama（2022年6月19日・6月26日）「Baile Yokohama[19]」
- J-Wave（2022年7月11日-7月14日）「TOKYO MIRAI MAKERS[20]」

新聞
- 日経MJ（2020年9月4日）「心に火をつける」
- 日経産業新聞（2021年11月1日）「悩み相談の共通解を発信[21]」
- 産経新聞（2022年5月15日）「自己変革や経営改革の糧に[22]」

雑誌
- Forbes JAPAN（2021年1月25日）

Webメディア
- WWD.com（2020年7月29日）「元FR上席執行役員の心に火をつけた“トーチング”[23]」
- RedBull Basement（2020年9月15日）「心に火をつけて"山に登れ！ 神保拓也が語るイノベーター理論[24]」
- 東洋経済ONLINE（2020年12月9日）「ユニクロ最年少役員だった男が悟った｢登る山｣[25]」
- 東洋経済ONLINE（2022年3月25日）「悩みをすぐに解決したい人｣に欠けている視点[26]」
- PRESIDENT Online（2022年4月23日）「成功者の体験談は役に立たない…仕事の悩みをこじらせる人がハマる｢自己啓発書｣の落とし穴[27]」
- PRESIDENT Online（2022年4月26日）「｢部下のモチベーションが低くて…｣そんな相談をする人を絶句させる本質的すぎる"ある質問"[28]」
- ダイヤモンド・チェーンストア Online（2022年5月11日）「元ファストリ上席執行役員が明かす！店舗を日本一に導く手法　トーチリレー神保代表[29]」
- ダイヤモンド・チェーンストア Online（2022年5月20日）「元ファストリ上席執行役員が明かす！『店長をヒーローにしたい』と思わせる組織づくり[30]」
- biz SPA!フレッシュ（2022年6月13日）「元ユニクロ上席執行役員が明かす「恥ずかしい失敗」と「悩み相談のコツ」[31]」
- biz SPA!フレッシュ（2022年6月15日）「元ユニクロ最年少役員が語る、38歳での挑戦「最悪なタイミングだった」[32]」
- 東洋経済ONLINE（2022年8月26日）「燃え尽きかけた40代が今すべきこと」[33]
- 東洋経済ONLINE（2022年8月27日）「元ユニクロ役員が30代の悩みに本気で答えてみた」[34]
- KEY PRESS（2022年10月24日）「リーダーズ・アイ #12 株式会社トーチリレー代表　神保拓也の視点」[35]
- 大和ハウス工業株式会社　土地活用ラボ for Biz（2022年10月31日）「秋葉淳一のトークセッション 第1回　「伝える」「伝わる」にフォーカスし、物流業界に対して貢献」[36]
- 大和ハウス工業株式会社　土地活用ラボ for Biz（2022年11月30日）「秋葉淳一のトークセッション 第2回　サプライチェーンマネジメント思考で全体最適を図る」[37]
- ReHacQ−リハック−（2023年11月21日）「【元ユニクロ執行役員】けんすう驚愕！無料悩み相談ビジネス【トーチングとは？】」[38]
- ReHacQ−リハック−（2023年11月28日）「【ユニクロ執行役員】最年少で出世！ビジネスパーソンのための問題解決術【柳井正の側近】」[39]
- News Picks OFFRECO（2023年12月30日）「柳井正に学べ！世界ブランド「ユニクロ」の秘密」[40]
- M&A CAMP（2024年5月19日）「【仕組み化とカリスマ性の両立】組織を急拡大する方法を元ユニクロ上席執行役員に聞いてみた」

イベント
- 寄付月間2020キックオフ（2020年12月1日）「コロナ禍で見えた連帯と寄付の可能性[41]」
- 未来の先生事前フォーラム（2021年8月21日）「生徒の心に火を灯す[42]」
- 第52回日本救急医学会総会・学術集会（2024年10月14日）「働き方改革と組織マネジメントに悩める方へ 〜チームの心に火を灯す仕組みづくり[43]」
- 人事支援EXPO（2025年1月29日）「チームの心に火を灯すメカニズム 〜 ティーチングでも、コーチングでもなく、“トーチング”」